# Kang, a hódító
Kang, a hódító egy kitalált szereplő, szupergonosz a Marvel Comics képregényeiben és azok filmes változataiban. Valódi neve Nathaniel Richards, egy zseniális tudós és mellesleg Reed Richards leszármazottja, aki a 31. században felfedezte, hogy tud utazni a multiverzumon keresztül. Különböző álneveken keresztül többször is összetűzésbe került a Fantasztikus Négyessel és a Bosszúállókkal egyaránt. Egyetlen célja van: hogy háborút hódítson, ezért is beceneve "a hódító".
A karaktert Stan Lee és Jack Kirby alkotta meg, legelőször 1964-ben tűnt fel a The Avengers #8 képregényben, azóta pedig visszatérő és állandó főellenség. A kritikusok és rajongók a Marvel-univerzum egyik legerősebb főgonoszának tartják Thanos mellett. A Marvel-moziuniverzum filmjei és sorozatai közül a 2021-es Loki című Disney+-sorozatban, valamint a 2023-as A Hangya és a Darázs: Kvantumánia című filmben kap kiemelt szerepet variánsaival együtt. Azokban Jonathan Majors alakítja.

## A megjelenés története
Az a karakter, akit a legjobban Kangként ismerünk a Fantastic Four #19 képregényben tűnt fel legelőször, akkor Rama-Tut álnéven. Az igazi alakjában (Kang, a hódító) legelőször a The Avengers #8 képregényben tűnt fel. A számban kiderült, hogy Rama-Tut Kang fiatalabb verziója volt. Egy másik karakterről, Immortusról, aki legelőször a The Avengers #10 képregényben szerepelt, később kiderült hogy ő Kang jövőbeli verziója.
A Fantastic Four #273 képregényben, ami 1984 decemberében jelent meg, megerősítést nyert, hogy Kang nem Fátum Doktortól származik, hanem Reed Richards apjától, Nathaniel-től, Reed egyik féltestvérén keresztül. Kang valódi neve (Nathaniel Richards) a What If...? Vol. 2 #39 képregényben derült ki.

## A szereplő története

### A kezdetek
Nathaniel Richards, aki egy 31. századi tudós, Reed Richards időutazó apjának, Nathanielnek a leszármazottja, és akit lenyűgöz a történelem, felfedezi a Victor von Doom, egy másik lehetséges őse által létrehozott időutazási technológiát. Ezután visszautazik az időben az ókori Egyiptomba egy Szfinx-alakú időhajó fedélzetén, és Rama-Tut fáraónak adja ki magát, hogy örököse legyen En Sabah Nur – a mutáns, akit Apokalipszisnek szántak. A fáraó uralma rövididejű lett, amikor az időeltolódott Fantasztikus Négyes legyőzi őt. A megkeseredett Nathaniel Richards a 20. századba utazik, ahol találkozik Fátum Doktorral, akiről azt hiszi, hogy az őse lehet. Később Fátum páncélját mintázva páncélt tervez, és magát Vörös Centúriónak nevezve a Bosszúállók csapatát alternatív valóságbeli ellenfelekkel állítja szembe. Azt tervezi, hogy mindannyiukkal végez, de a Bosszúállóknak sikerül kiszorítaniuk őt az idővonalból, ahol egy eltérő verziója Victorex Prime lesz, a Squadron Supreme főellensége. Nathaniel ezután megpróbál visszatérni a 31. századba, de ezer évvel túllépi az időt, és felfedezi, hogy az emberiség végtelen konfliktusokkal tönkretette a Földet, olyan fejlett fegyvereket használva, amelyeket már nem is ért. Egyszerűnek találja, hogy meghódítsa a bolygót, kiterjesztve uralmát az egész galaxisra, és Kang, a hódító néven újjáalakul. Ám ez a jövőbeli világ haldoklik, ezért úgy dönt, hogy egy korábbi, termékenyebb Földet vesz át.

### Kang, a hódítóként
Nathaniel első, Kang-identitású kiruccanásán a 20. században találkozik a Bosszúállókkal, és megküzd velük, mindenkit elfog, kivéve a Darázst és Rick Jonest, és közli a világgal, hogy 24 órájuk van arra, hogy megadják magukat neki. Jones és néhány barátja úgy tesznek, mintha segíteni akarnának Kangnek, de amint bejutnak a hajójára, átverik, és a Bosszúállók kiszabadulnak. Kang, hogy megállítsa őket, olyan sugárzást bocsát ki, amire csak az ő korából származó lények immunisak, de Thor a pörölyével elnyeli a sugarakat, és visszaküldi a hadúrra, így még ő sem tud ellenállni, és menekülni kényszerül. Később megpróbálja legyőzni a Bosszúállókat egy Pókember-robot segítségével, de Pókember elpusztítja azt.
A saját korában Kang beleszeret egyik alattvaló királyságának hercegnőjébe, Ravonnába, aki nem viszonozza az érzéseit. Hatalmát demonstrálandóan elrabolja a Bosszúállókat, és miután többször megpróbálnak megszökni, serege segítségével leigázza őket és a lázadó királyságot. Amikor Kang megtagadja Ravonna kivégzését, parancsnokai fellázadnak, és ő felszabadítja a Bosszúállókat, hogy vele együtt harcoljanak ellenük. Sikeresen legyőzik őket, de nem azelőtt, hogy Ravonna halálosan megsebesül, amikor egy Kangnak szánt robbanás elé ugrik, és rájön, hogy mégiscsak szereti őt. Kang visszaviszi a Bosszúállókat a jelenbe, és Ravonna testét sztázisba helyezi. Kang a modern korban jelenik meg, amikor megpróbál visszaszerezni egy kóbor Növekvő Ember konstrukciót, amely minden egyes csapással egyre nagyobb lesz. Thor és a rendőrség sem képes legyőzni az óriást, amíg Kang meg nem jelenik egy sziklának álcázott időgépből. Sugarat lő ki, amivel a Növekvő Embert babaméretűre zsugorítja és legyőzi, hogy "újra elrejthessék". Később újra aktiválja a Növekvő Embert, hogy elrabolja a cselekvésképtelen Tony Starkot, és a Bosszúállókat is bevonja a játékába, bár a cél nem derül ki. Thornak nem sikerül megakadályoznia, hogy Kang az időfolyamba szökjön.
Abban a reményben, hogy szerelmét visszahozhatja az életbe, Kang fogadást köt egy kozmikus entitással, a Nagymesterrel, és a Bosszúállókat bábuként használja egy játékban, amelynek megnyerése esetén átmenetileg hatalmat kaphat élet és halál felett. Az első forduló patthelyzetben végződik, amikor egy mit sem sejtő Fekete Lovag közbelép, és megakadályozza a Bosszúállók egyértelmű győzelmét, bár a második fordulóban a csapat végleg nyer. Az első forduló patthelyzete miatt Kang nem érdemli ki az élet és a halál hatalmát, hanem választani kényszerül. A halál hatalmát választja a Bosszúállók felett, de a Fekete Lovag megállítja, aki, mivel ekkor még nem volt Bosszúálló, nem érinti a dolog. Ezután Kang elrabolja Hulkot, és 1917 Franciaországába küldi, hogy megölje a Fantom Sast, mielőtt az elpusztítana egy hatalmas német ágyút, amely egyébként megölné Banner nagyapját, aki a lövészárkokban harcol. Ez megakadályozná a Hulk létezését, és következésképpen a Bosszúállók megalakulását. Hulk azonban elpusztítja az ágyút, ami őt visszaküldi a jelenbe, míg Kang a Limbóba vetül.
Kang egy idő múlva újra megjelenik a Bosszúállók Toronyban, ahol a "Celestial Madonnát" keresi, akiről kiderül, hogy Mantis, és feleségül akarja venni, mivel a lánynak látszólag hatalmas gyermeket szánnak. A hősöket Kang egy jövőbeli változata segíti, aki belefáradva a hódításba, visszatért az ókori Egyiptomba és ismét magára öntötte Rama-Tut személyazonosságát, és tíz évig jóindulatúan uralkodott, mielőtt felfüggesztett életműködésbe helyezte magát, hogy a 20. században újraéledjen, aki tanácsot akar adni és megváltoztatni fiatalabb énjét. Míg Kangot sikeresen meghiúsítja, Rama-Tut nem tudja megakadályozni a Bosszúálló, Kardforgató véletlen halálát. Egy Limbo-kaland során kiderül, hogy Immortus Kang és Rama-Tut jövőbeli verziója. Miközben a keresztes hadjáratok idejébe próbál utazni, Sólyomszem véletlenül összefut Kanggal, és mindkettőjüket a vadnyugatra küldi. A hadúr erődítményt kezd kiépíteni, hogy meghódítsa a 19. századot, és ezzel a jelent is meghódítsa. Ezúttal Immortus segítségével, a Bosszúállók a Two-Gun Kid segítségével szembeszállnak Kanggal. Miközben megpróbál erőt gyűjteni Thor legyőzéséhez, Kang túlterheli a páncélját és elpusztítja magát, látszólag kitörölve Immortust és Rama-Tutot a létezésből.

### Látszólagos halála és visszatérése, valamint az Igazi Kang
Évekkel később a Beyonder elragad egy élő Kanget az időfolyamból, hogy a gonoszok oldalán vegyen részt az első Titkos háborúban. Nem sokkal később kiderül, hogy bár Kang valóban meghalt, az állandó időutazása számos alternatív Kangot hozott létre. Az a Kang, aki ezt felfedezte, a Limbóba került, miután Thor megsemmisítette az időutazó járművét. Megtalálva Immortus maradványait az erődjében, Kang feltételezi, hogy az "Idő Ura" elhunyt, és a megtalált nézelődő eszközök segítségével felfedezi saját maga alternatív változatait, bár nem veszi észre, hogy Immortus is saját magának egy változata. Egy alkalommal Ravonnát a halála előtti pillanatból a Limbóba hozza, és ezzel akaratlanul egy alternatív valóságot hoz létre, ahol őt megölték. Elhatározza, hogy ő lesz az egyetlen Kang, ezért összefog két különösen ravasz divergenssel, akikről megállapítja, hogy nem tudja egykönnyen kiiktatni, és hárman egy tanácsot alkotnak, amely szisztematikusan elpusztítja a többi alternatív változatot. A másik két Kang közül az egyiket elpusztítja, majd bevonja a Bosszúállókat egy összeesküvés részeként, hogy elpusztítsák a másikat, bár az utóbbi Kang végül rájön a tervre. Ezt a Kangot Ravonna késlelteti, aki megmondja neki, hogy ha igazán szereti őt, akkor nem szabad megölnie az első Kangot, de a férfi nem vesz tudomást róla, mégis utána megy, és elpusztul. Immortus ezután felfedi, hogy megrendezte a halálát, és mindent manipulált a színfalak mögül. Most már csak az egyetlen "elsődleges" Kang maradt, akit Immortus rávesz, hogy magába szívja az összes megölt Kang emlékét, ami megőrjíti. Immortus ezután visszaküldi a Bosszúállókat a saját idővonalukra.
Ez a Kang két alternatív Kangra válik szét, és az egyiket meghívják, hogy csatlakozzon a Crosstime Kang Corps-hoz (avagy a "Cross-Time Kangek Tanácsához"), amely több idősíkból származó Kangok széles köréből áll, akik egy égi "Végső Fegyvert" keresnek. Ez a Kang "Fred"-nek nevezi magát (saját bevallása szerint ez egy humoros bólintás Fred Flintstone-ra, egy őskori név megfelelő egy időutazóhoz), és rövid találkozása van a Bosszúállókkal, miközben megpróbálja megakadályozni, hogy az űrkalóz Nebula beavatkozzon egy idővonalba. A felépült Igazi Kang ezután megpróbálja manipulálni a Bosszúállókat egy időörvényből, és találkozik a Fantasztikus Négyessel, hogy elfogja Mantist, és felhasználja őt egy Celestial és a többi Kang legyőzésére, míg "Fredet" egy Nebula által megszállt Fáklya elhamvasztja a Fantasztikus Négyessel vívott későbbi csatában az időfolyamban.
Később megjelenik az Igazi Kang, elfogja Víziót, és harcol a Bosszúállókkal és egy új ellenséggel, Terminatrixszal, akiről kiderül, hogy egy újjáéledt Ravonna. Kang súlyosan megsérül, amikor elkapja Thor Mjolnir kalapácsának egy ütését, amelyet régi szerelmének szántak, aki az áldozata miatt megzavarodik, és elteleportál vele. Terminatrix sztázisba helyezi az Igazi Kanget, hogy meggyógyítsa a sérüléseit, és átveszi az irányítást a birodalma felett. A birodalmat azonban egy Alioth nevű kronikus lény támadása alatt találja, és kénytelen a Bosszúállókat segítségül hívni. Újraéleszti Kangot, aki segít a Bosszúállóknak Alioth legyőzésében, de csak azután, hogy hagyja, hogy a lény megölje az egész Crosstime Kang Corpsot. Az Avengers Forever képregénysorozatban visszatekintések formájában kiderül, hogy Kang számos közelmúltbeli tettét inkább a tenni akarás motiválta, mintsem a hatalom iránti valódi vágy, és hogy Rama-Tut a múltbeli és jövőbeli énje; mivel Kang úgy érezte, hogy kedvetlen és csapdába esett az általa létrehozott birodalom terhei miatt, egy ponton visszatért Rama-Tutként egy egyszerűbb életért, ahol nem kellett egy hatalmas birodalmat irányítania. Amikor azonban Kang arra készül, hogy ismét Rama-Tut és onnan Immortus legyen, bepillantást nyer a jövőbe, és megtudja, hogy Immortus a Téridő Variancia Alapítvány Időőreinek szolgája, és újra elborzad attól a sorstól, amely "szimpla akadémikusként" vár rá. Amikor Immortus elárulja az Időőröket, hogy megpróbálja megmenteni a Bosszúállókat, azok megölik őt, és megpróbálják Kangot Immortusszá változtatni, mielőtt Rama-Tut Immortusszá válna. Azonban Kang akaraterejének időbeli visszahatása egy időbelileg instabil környezetben azt okozza, hogy Immortus és Rama-Tut elszakad Kangtól, lényegében mindkettőjüket Kang egyértelmű alternatív változatává teszi, nem pedig Immortus Kang végleges jövőjévé. Miután a meggyengült Időőrök elpusztultak, Kang örül, hogy megszabadult Immortus és Rama-Tut végzetétől, mivel most már technikailag ő lett ők, miközben még mindig ő maga.
Néhány hónap múlva Kang egy ambiciózus tervbe kezd, hogy meghódítsa a Földet, ezúttal fia, Marcus segítségével, aki a "Vörös Centúrió" álnevet használja. Kang mindenkinek, aki segít neki a Földön, helyet ígér az új rendjében, ami megterheli a Föld védelmét és a Bosszúállókat, akik gazemberről gazemberre harcolnak. Ezután átveszi az irányítást a Föld védelmi rendszerei felett, és megadásra kényszeríti őket, miután elpusztította Washingtont, milliókat megölve. A Bosszúállók továbbra is harcolnak Kang új birodalmának erői ellen, és Amerika Kapitány végül személyes harcban legyőzi őt. Bár bebörtönzik, Kangot a fia szabadítja ki, akiről kiderül, hogy csak egy a klónok sorából, és megöli a klón Marcust, amiért elárulta őt azzal, hogy az invázió során segített Warbirdnek, és titokban tartotta az igazság beismerésének többszöri lehetősége ellenére; míg Kang el tudná viselni az árulást, ha Marcus így a saját emberévé válhatna, nem tűrheti, hogy az áruló továbbra is aktív maradjon a soraiban. Az újabb veszteségétől elkeseredve Kang visszavonul a Földről.
Egy bizonyos ponton Kang visszautazik a saját múltjába, hogy megakadályozzon egy incidenst, amikor egy zsarnokkal való összecsapás miatt egy évre kómába esett, de a jövőbeli énjével való találkozás annyira elborzasztja Kang múltbeli énjét, hogy ellopja Kang páncélját, és visszavonul a múltba, ahol a Vízió által létrehozott vészhelyzeti protokollt használva toboroz egy új csapatot, amely az "Ifjú Bosszúállók" néven válik ismertté. Ez a csapat a Bosszúállók történetéhez kötődő tinédzserekből áll, mint például Hulking – Mar-Vell kapitány és egy Skrull hercegnő Kree/Skrull hibrid fia -, Wiccan és Speed – a Skarlát Boszorkány és a Vízió tinédzserként újjászületett gyermekei – és Cassie Lang – a második Hangya lánya -, a fiatal Kang pedig a "Iron Lad" álnevet veszi fel, a jövőbeli énjétől ellopott technológiát használva Vasember páncéljának egy változatának utánzására. Amikor Kang a múltba követi fiatalabb énjét, az Ifjú Bosszúállók képesek megölni őt, de a történelem későbbi változásai arra kényszerítik az ifjú Kanget, hogy visszatérjen a saját korába, és kitörölje az eseményekre vonatkozó emlékeit, bár az Ifjú Bosszúállók csapatként maradnak, mivel Iron Lad páncélja most már önműködő, Iron Lad és a Vízió összeolvadásán alapuló tudattal rendelkezik.
Kang beutazza a multiverzumot, és toborozza Stryfe-ot, a Föld-X-ről származó Venomot, Doom 2099-et, Vasember 2020-at, Ahabot, Braddock magisztrátust és az Abomination Deathlokot, hogy megmentsék a multiverzumot, és esetleg visszaállítsák a már eltörölt univerzumokat. Megjelenik a Bosszúállók Egységkommandójának megmaradt tagjai előtt, miután a Földet elpusztította egy égi lény, és csak a mutánsok maradtak. Az időbeli korlátok megakadályozzák, hogy Kang egyszerűen visszautazzon saját magába, de képes segíteni a túlélő egység osztag tagjainak, hogy visszavetítsék elméjüket a múltbeli énjükbe, hogy legyőzhessék a Földet megtámadó Celestial-t. Kang ezt követően megpróbálja ellopni a Celestialok erejét magának, amihez Sunfire-nek és Havoknak kockáztatniuk kell, hogy maguk is elszívják az energiájának egy részét, hogy rákényszeríthessék őt, hogy elhasználja az ellopott erejét.

### A másodikTitkos háborúkután
Mielőtt az embertelen király, Fekete Villám elpusztítja Attilan városát, hogy Terrigen Ködöt eresszen az egész világra, elküldi fiát, Ahurát, hogy Kang nevelje fel. Fekete Villám később egy kis mennyiségű Terrigen Ködöt bocsát ki, hogy aktiválja Ahura terrigenezisét, és aktiválja az embertelen képességét. Miközben Ahura átesik az átváltozáson, Fekete Villám megkéri Kanget, hogy mentse meg a fiát a közelgő világvégétől, amibe Kang beleegyezik azzal a feltétellel, hogy a fiú állandóan a gondjaira bízza. Miközben gúnyolódik az embertelenek Ahura megtalálására tett erőfeszítéseivel, egy másik Kang jelenik meg "Mister Gryphon" fedőnéven, azt állítva, hogy a közelmúltbeli időbeli zavarok következtében különböző alternatív változatokra vált szét önmagából. Mivel ez a Kang a jelenbe szorult, Equinox és az átprogramozott Vízió segítségével hatalmas támadást indít a Bosszúállók ellen, és a Mjolnir időutazó képességét akarja használni, hogy visszatérjen a saját korába, de legyőzik.
Amikor Vízió elrabolja Kang gyermekkori énjét, hogy megpróbálja legyőzni őt, ez utóbbi, aki az idő megtört állapota miatt egyre inkább eltérő változatokra vált szét, azzal vág vissza, hogy megtámadja a különböző Bosszúállókat azok gyermekkori állapotában. Kang egy lehetséges jövőbeli változata megmenti a kulcsfontosságú Bosszúállókat múltbeli énjének támadásától, és Limbóba viszi őket, amíg Herkules meg nem szerez egy amulettet egy korábbi Fate-től, amely megvédi őt Kang támadásától. Egy vietnámi templomban zajló csata során a Darázs elindul, hogy visszahelyezze a kis Kangot oda, ahová való. Kangot ezt követően legyőzik. A "Infinity Countdown" történetszál során Kang, a hódító tudomást szerez arról a szerencsétlenségről, amely akkor következne be, ha a Végtelen Köveket ismét ugyanott gyűjtenék össze. Hogy ezt megakadályozza, elrabolja Adam Warlockot, meggyőzi, hogy segítsen megszerezni a Lélekkővet az Időkőért cserébe, és visszaküldi őt az időben, hogy tanácsot kapjon Kang Rama-Tut hasonmásától.

## Variánsai

### Rama-Tut
Rama-Tut fáraó volt Kang eredeti álneve, amikor az ókori Egyiptomban uralkodott. Később életében visszavonul Kangként, és visszatér a Rama-Tut fáraó személyazonosságához, és segít a Bosszúállóknak legyőzni múltbeli énjét, amikor az megpróbálja elfogni a "Celestal Madonnát". Majdnem megadja magát a sorsnak, hogy Immortusszá váljon, de meggondolja magát, és visszatér Kang-identitásához, amikor rájön, hogy Immortus az Időőrök bábja.

### Immortus
Immortus Kang egy jövőbeli változata, aki a Limbóban él. Kangnak az volt a sorsa, hogy ő legyen, egészen addig, amíg az Időőröknek nevezett hatalmas lények akaratlanul elválasztják az előbbit az utóbbitól.

### Iron Lad
Iron Lad Kang kamaszkori változata, aki akkor ismerte meg jövőbeli önmagát, amikor Kang megpróbálta megakadályozni egy gyermekkori kórházba kerülését. A tinédzser Nate Richards megpróbál menekülni a sorsa elől, ezért ellopja jövőbeli énje fejlett páncélját, és visszautazik a múltba, megalakítva az Ifjú Bosszúállókat, hogy segítsen neki megállítani Kangot. Amikor a végzete elutasítására tett kísérlete Kang halálához vezet, a történelem változásai által okozott pusztítás arra kényszeríti Iron Ladet, hogy visszatérjen a saját korába, és Kanggá válva visszafordítsa a károkat.

### Victor Timely
Kang egy eltérő változata 1901-ben létrehoz egy csendes kisvárost, a Wisconsin állambeli Timelyt, amely a 20. század bázisául szolgál, és ahol időnként Victor Timely polgármesterként tartózkodik. Victor Timely Jr. saját fiának adva ki magát, érdeklődést mutat egy Phineas Horton nevű egyetemista iránt, és olyan meglátásokkal látja el a fiatalembert, amelyek végül az eredeti Fáklya megalkotásához vezetik.

### Vörös Centúrió
Kang számos változata/rokonai vette fel a Vörös Centúrió álnevet, jellemzően a halálos játékokra (hősök csapatainak egymás ellen uszítása) való hajlammal:
- Nathaniel Richards the Second, egy egyszeri identitásban, amelyet Rama-Tut fáraó szerepét követően vett fel, de mielőtt Kang lett volna.[44]
- Marcus Kang, álnevén Marcus XXIII, Kang fia, aki az Avengers Forever eseményei alatt tevékenykedett.[45]
- Kang egy változata, aki a Vörös Centurió álnéven futott, és meghódított egy alternatív univerzumot, a 712-es Földet.[6]

### Victorex Prime
Victorex Prime a Vörös Centúrió egy eltérő változata, aki megtartotta az identitását, és soha nem lett Kang, ehelyett átvette a Squadron Supreme univerzumának jövőjét a 712-es Földön, a 40. században. Miután Victorex Prime megunta a sikerét és az összesen tizenöt hold és bolygó feletti diktatúráját, úgy dönt, hogy további hódításai érdekében betör a múltba, és konfliktusba kerül a Squadron Supreme-rel, mivel Vörös Centúrió alakjának "temporális keményfényű hologramjait" küldi a múltba, hogy harcoljanak a nevében, és a csapat egy részét elhozza a saját korába, hogy halálos játékokban mérkőzzenek meg egymással, a 616-os Föld Nagymester bajnokaiként Victorex Prime saját Gonosz Intézete ellen. A vereséget elszenvedve Victorex Prime véletlenül arra ösztönzi a Nagymestert, hogy hasonló kihívásokat intézzen Kang más, eltérő változataihoz.
Miközben a negyedik múltbéli invázióját szervezi, és egy holografikus küldöttet küld maga előtt Vörös Centúrió alakjában, mint hírnököt, Victorex Prime megrendül, amikor Hyperion "nincs harci hangulatban", miközben egy veszteséget gyászol, közli vele, hogy bár a korábbi vereségekből élhet, kivégzik, ha megpróbál a múltba behatolni, amikor a csapat bármely tagja gyászol a történelmi feljegyzések szerint, és hogy Victorex Prime-ot személyesen fogja lassan megölni, ha megszegi ezeket a szabályokat. Victorex Prime megijedve a jövőbe menekül, és finom módszerekhez folyamodik, hogy összezavarja a századot azzal, hogy beavatkozik Tom Thumb kísérletébe, hogy kifejlessze a rák (és minden más betegség, valamint az öregedés) ellenszerét, mielőtt depresszióba esne, miután mindent legyőzött a múltban, jelenben és jövőben, miután egy időbeli buborék keletkezik a 20. század vége és a környező évtizedek körül, megakadályozva, hogy meglátogassa az időt.
35 évvel később, még mindig kihívás és beteljesületlenség nélkül, Victorex Prime követői egy repedést fedeznek fel az időbeli buborékon, amely egy hatalmas humanoid kezet mutat, amely az űrből emelkedik ki, és elég nagyra nő ahhoz, hogy elnyelje a Földet, a Napot és magát az egész világűrt. Ezen az új kihíváson felbátorodva, és ismét képes hozzáférni a múlthoz, Victorex Prime egy új időbeli hologramot küld az időben visszafelé, hogy tárgyaljon a Mesterfenyővel, korának legnagyobb bűnöző tudósával, egyidejűleg Hyperionnal, aki felkeresi a tudóst. A vonakodva kötött fegyverszünetet, a Menace Mester kitalál egy eszközt Hyperion számára, amellyel a következő tíz órában megállíthatja az entitás terjedését, miközben Victorex Prime elszállítja Master Menacet a jövőjébe, ahol 15 évet tölt a munkája tökéletesítésével, mielőtt kevesebb mint egy órával az indulás után visszaadja a kész eszközt Hyperionnak. Holografikusan elkíséri Master Menacet és a Squadron Supremet, amikor az űrbe utaznak, hogy szembeszálljanak az entitással, Victorex Prime rájön, hogy élvezi az izgalmakat, hogy szuperhős lehet, nem pedig szupergonosz.
Azonban, amikor kiszámítja, hogy a jelen eltér a saját jövőjétől, és meg akarja őrizni korábbi ellenségeit Master Menace eszközének kudarcán, Victorex Prime visszaszerzi a mindenható telepatát, akit Overmind néven ismernek, mert azt hiszi, hogy az ő ereje visszafordíthatja az entitást. Miután Overmind ehelyett felrobbantja a fejét, a rémült Victorex Prime csüggedten elismeri vereségét, és felkészül, hogy elmeneküljön a jövőjébe. Az utolsó pillanatban Arcanna Jones könyörög Victorex Prime-nak, hogy mentse meg csecsemő fia, Benjamin Thomas Jones életét, amit Victorex Prime egy pillanatnyi megfontolás után visszautasít. A repedés a temporális buborékban lezárul, miután visszatér a 40. századba. Azonnal megbánva döntését, és nem tudva a Raj sorsáról, Victorex Prime élete hátralévő 211 évét mélységes nyomorúságban tölti, nem tudva arról, hogy a Raj túlélte, mert úgy döntött, hogy hátrahagyja Benjamint (aki sorsot cserélt az entitással, és több univerzumban visszafordította a megsemmisülését), és azt a napot, amikor hátrahagyta az osztagot, hogy meghaljon, "a kulcspillanatnak" tartja, amikor "elvesztette az önuralmát", a visszavonulás szégyenében él tovább, ahelyett, hogy szembenézne az ismeretlennel a legméltóbb egykori ellenségével, és végül beteljesületlenül, a világon legjobban áhított tudás nélkül hal meg öregkorában.

### Mister Gryphon
Qeng Gryphon, vagy egyszerűen csak Mister Gryphon, Kang egy olyan változata, aki csak a jelenre korlátozódik. Ő a Qeng Enterprises vezérigazgatója.

## Megjelenése a képregényeken kívül

### Televízió
- Kang, a hódító feltűnt a The Avengers: United They Stand egyik epizódjában, Ken Kramer megszólaltatásában.[49]
- Kang, a hódító feltűnt a A Föld legnagyobb hősei sorozatban, Jonathan Adams megszólaltatásában.[49][50]
- Kang, a hódító feltűnt a Bosszúállók újra együtt sorozatban,[51] Steven Blum megszólaltatásában.[49]
- Kang, a hódító feltűnt a Marvel Future Avengers sorozatban, Jiro Saito megszólaltatásában eredeti japán nyelven és Steven Blum megszólaltatásában angol nyelven.[49]

### Marvel-moziuniverzum
- Kang, a hódító először a A Hangya és a Darázs: Kvantumánia című filmben szerepelt, Jonathan Majors alakításában.[52][53]

#### Variánsok
- A megmaradó legelőször a Loki című Disney+-sorozat első évadának utolsó epizódjában tűnt fel, szintén Majors alakításában.[54] Később visszatért a második, egyben utolsó évadban is.
- Victor Timely legelőször a A Hangya és a Darázs: Kvantumánia stáblista utáni jelenetében tűnt fel, szintén Majors alakításában.[55] Később visszatért a Loki második évadában, ahol fiatalon Nasri Thompson alakította.[56]
- Thompson a Loki utolsó epizódjában egy másik fiatal Timely-variánst is játszott.

### Videójátékok
- Kang, a hódító feltűnt, mint ellenség és játszható karakter a Marvel Avengers Alliance-ben.[57]
- Kang, a hódító feltűnt, mint ellenség a Marvel Contest of Champions mobiljátékban.[57]
- Kang, a hódító kiemelt szerepet kapott a Lego Marvel Superheroes 2-ben,[58] Peter Serafinowicz megszólaltatásában.[49]
- Kang, a hódító feltűnt, mint játszható karakter a Marvel Puzzle Quest-ben.[59]